# Andreas Krag
Andreas Krag (auch: Cragius; Kragius; * 1553 in Ribe; † 8. Juni 1600 in Kopenhagen) war ein dänischer Mathematiker, Physiker und Mediziner.

## Leben
Nach dem frühen Tod seines Vaters absolvierte Krag zunächst seine Ausbildung in seiner Heimatstadt. 1569 begab er sich nach Kopenhagen, wo er nach weiterem Unterricht als Lehrer der Unterstufen tätig wurde. 1580 besuchte er die Universität Wittenberg, wo er sich 1582 den akademischen Grad eines Magisters der Philosophie erwarb.
In Wittenberg widmete er sich auch medizinischen Studien, besuchte dann die Universitäten in Tübingen, Basel, Straßburg, Genf und Montpellier. In Frankreich wurde er am 1. August 1585 zum Doktor der Medizin promoviert. Daraufhin kehrte er zurück nach Kopenhagen, wo er als Dozent an der Universität tätig wurde. 1587 wurde er dort Professor am Pädagogium, 1589 übernahm er die Professur für Mathematik und wurde 1590 Professor für Physik. 1595/96 amtierte er als Rektor der Universität.
Seine Studien beschäftigten sich vor allem mit der Chemie und der Arzneimittellehre. Bei seinen Versuchen beschädigte er seine Gesundheit und starb an den Folgen eines Brustleidens. Literarisch vertrat er die anti-aristotelische Richtung des Petrus Ramus.

## Werkauswahl
- Rameae scholae et defensio Petri Rami. 1582
- Aristotelica et Ramea de insidiosis sophistarum simulationibus institutiones breves. 1583
- Horatii ars poëtica iuxta Rami dialecticam resoluta. 1583
- Laurea Appolinea Monspeliensis. 1586
- Theses de artium principiis. 1593
- Epistolae de chymicis remediis. 1600

Herausgeberschaften
- Doctrina de concionandi ratione. (Jacob Matthiae) 1589
- Praelectiones in Joëlis prophetiam. (Jacob Matthiae) 1589